# William Herbert Jude
William Herbert Jude, född 1851 i Westleton, Suffolk, död 1892, var en engelsk organist och kompositör.

## Sånger
- Sänd, Gud, din helge And’ ned över mig